# Lista de futebolistas não nascidos nos Países Baixos convocados para a Seleção Neerlandesa
Este artigo traz uma Lista com os futebolistas que não nasceram nos Países Baixos, mas foram convocados para a Seleção nacional.
Um total de 83 jogadores não-neerlandeses atuaram pela Oranje; a Indonésia é o país com mais representantes (46), seguida pelo Suriname, com 18 atletas.

## Nacionalidade por jogador
| País      | Número | Jogador |
| --------- | ------ | --- |
| Alemanha  | 1      | Willi Lippens (1971) |
| Austrália | 1      | Graeme Rutjes (1989–1991) |
| Bélgica   | 2      | Toon Brusselers (1955–1962) Youri Mulder (1994–2001) |
| Canadá    | 2      | John van 't Schip (1986–1995) Jonathan de Guzmán (2013–2015) |
| Curaçau   | 1      | Vurnon Anita (2010) |
| Gana      | 1      | George Boateng (2001–2006) |
| Indonésia | 46     | Law Adam (1930–1933) Jan Akkersdijk (1908) Beb Bakhuys (1928–1937) Hans Blume (1907) Leo Bosschart (1909–1920) Nico Bouvy (1912–1913) Frans de Bruijn Kops (1906–1908) Eddy de Neve (1905–1906) Guus de Seriere (1911–1912) Jo Eshuijs (1906) Jacques Francken (1914) Mannes Francken (1906–1914) Just Göbel (1911–1919) Vic Gonsalves (1909–1910) Jur Haak (1912–1913) Karel Heijting (1907–1910) Max Henny (1907) Dé Kessler (1909–1922) Dolf Kessler (1905–1906) Jan Kok (1908) Therus Küchlin (1925–1926) Harry Kuneman (1908) Lo La Chapelle (1907) Anton Lens (1906) Dick MacNeill (1920) Miel Mundt (1909) Herman Peltzer (1909) Marius Sandberg (1926) Edu Snethlage (1907–1909) Dick Snoek (1950–1951) Albert Snouck Hurgronje (1924–1925) Eetje Sol (1908–1909) Cees Ten Cate (1912) Piet Valkenburg (1912) Jan van Breda Kolff (1911–1913) Dolf van der Nagel (1914) Fred van der Poel (1923) Lothar van Gogh (1907) Guus van Hecking Colenbrander (1908) Hans Van Kesteren (1929) Miel van Leijden (1910) Oscar van Rappard (1920) Ben Verweij (1919–1924) Rens Vis (1926) Henk Wamsteker 1925–1929 David Wijnveldt (1912–1914) |
| Libéria   | 2      | Collins John (2004) Ola John (2013) |
| Malásia   | 1      | Joop Boutmy (1912–1914) |
| Marrocos  | 1      | Adam Maher (2012–2013) |
| Nigéria   | 1      | Arnaut Groeneveld (2018–) |
| Portugal  | 1      | Bruno Martins Indi (2012–2017) |
| Suíça     | 3      | Luuk de Jong (2011–) Siem de Jong (2010–2013) Terence Kongolo (2014–) |
| Suriname  | 18     | Regi Blinker (1993–1994) Edgar Davids (1994–2005) Jerry de Jong (1990–1991) Henk Fraser (1989–1992) Jimmy Floyd Hasselbaink (1998–2002) Henny Meijer (1987) Stanley Menzo (1989–1992) Humphrey Mijnals (1960) Ulrich van Gobbel (1993–1994) John Veldman (1996) Marciano Vink (1991) Aron Winter (1987–2000) Romeo Zondervan (1981) Edson Braafheid (2009–2011) Romeo Castelen (2004–2007) Clarence Seedorf (1994–2008) Andwélé Slory (2007) Dwight Tiendalli (2013) |
| Zâmbia    | 1      | Guus Til (2018–) |